# حادث بيت حانون (2008)
حادث بيت حانون ويُوصف في المصادر العربيّة باسمِ مجزرة بيت حانون هو «حادثٌ» حصلَ في 28 نيسان/أبريل 2008 حينما هاجمَ جيش الإحتلال الإسرائيلي مكانًا بالقربِ من منزلٍ لعائلة فلسطينية في بيت حانون مما تسبَّبَ في مقتلِ عددٍ من المدنيين. زعمَ جيش الاحتلال الإسرائيلي أنَّ «مسلحين فلسطينيين» كانوا يحملون على الأرجح متفجرات حاولوا استهداف بعضِ الجنود الإسرائيليين لكنها انفجرت قرب منزل العائلة، بينما قالَ سكان المنطقة إن الانفجار نتجَ عن استهدافِ المنزل من قِبل دبابة إسرائيلية كانت تتمركزُ هناك.

## الحادث
في وقتٍ مبكرٍ من يوم 28 نيسان/أبريل؛ دخلت القوات البرية الإسرائيلية بلدة بيت حانون بالقربِ من الحدود مع قطاع غزة وذلك للقبضِ على «نشطاء» في المنطقة. سقطت خلال العمليّة قذيفةٌ – أُطلقت على الأرجح من دبابة إسرائيلية – على سقف منزل مدني مما أسفرَ عن مقتل أسرة كاملة مكوّنة من خمسِ أفرادٍ كانوا يتناولون وجبة الإفطار.
ردًا على هذا التوغل؛ أطلقَ مسلحون فلسطينيون النار على القوات الإسرائيلية مما أدى إلى إصابة أحدهم بجروحٍ طفيفة فيمَا أطلقت المقاتلات الإسرائيلية النيران على مواقع النشطاء مما تسبب في انفجارٍ هائلٍ؛ ثم زعمَ جيش الاحتلال أن الانفجار الناتج كان مسؤولًا عن تدمير المنزل القريب. في المُقابل؛ قالَ الأطباء والسكان الفلسطينيون في بيت حانون أن نيران الدبابات الإسرائيلية هي سبب الانفجار ومعَ ذلك فقد واصلت إسرائيل نفي كل هذا.

## ردود الفعل
قالَ الرئيس الفلسطيني محمود عباس «إن الحادث لا يخدمُ الجهود المبذولة لتحقيق الهدوء ويُعيق عملية السلام.» أمّا حركة حماس فقد اعتبرت ««المجزرة» التي ارتكبتها القوات الإسرائيلية في بيت حانون شمال قطاع غزة دليلًا على أن الاحتلال غير معني بالتهدئة وعليه أن يكون جاهزاً لدفع الثمن»، وقال سامي أبو زهري المتحدث باسمِ الحركة: «إن مجزرة الاحتلال هي جريمة حرب بشعة ترتكبها إسرائيل أمامَ أنظار المجتمع الدولي والنظام الرسمي العربي دون أن يُحرِّك ذلك ساكناً ... هذه الجريمة تأتي رغم الجهود التي تبذل لتحقيق تهدئة على الساحة الفلسطينية.» في السياق ذاته؛ أدانت حركة الجهاد الإسلامي في بيانٍ صحفي ما جرى وأضافت: «إن المجزرة الصهيونية الجديدة في بلدة بيت حانون تؤكد من جديد دموية وعدوانية الاحتلال المجرم، وحقيقة نواياه المبيتة لقتل وإبادة الشعب الفلسطيني».
في المُقابل نفى وزير الإحتلال الإسرائيلي إيهود باراك كل الروايات الفلسطينية؛ وقال «إنَّ حماس هي المسؤولة عن الحادثة وعن كل ما يجري في قطاع غزة»، فيما قالت متحدثة عسكرية للإذاعة الإسرائيلية: «إن نتائج التحقيقات الأولية أظهرت أن الجيش الإسرائيلي لاحظ مسلحين فلسطينيين اثنين يحملانِ عبوات ناسفة كبيرة بجوار أحد المنازل في شمال قطاع غزة وأطلق النار باتجاههما ... حدث بعد لحظات من إطلاق النار الإسرائيلي انفجارٌ ضخمٌ بجوارِ المنزل مما أدى إلى مقتل الأم الفلسطينية وأطفالها الأربعة جراء انفجار العبوات التي كانت بحوزة المسلحين الفلسطينيين.»
من جهةٍ أخرى؛ روى أحمد أبو معتق وهو ربُّ الأسرة التي قُتلت بالكامل في العمليّة لوسائل إعلام محليّة ما جرى حيثُ قال:
 غادرت المنزل للبحث عن أحد أطفالي؛ فسمعتُ صوت الانفجار وعندما عدت إلى المنزل وجدت زوجتي وأطفالي ... أتمنى أن يحدث نفس الشيء لكل من أطلق هذا الصاروخ على منزلي، وأن يحدث ما حدث لزوجتي وأولادي لعائلته. 